# Bactrocera mendosa
Bactrocera mendosa är en tvåvingeart som först beskrevs av May 1958.  Bactrocera mendosa ingår i släktet Bactrocera och familjen borrflugor. Inga underarter finns listade.